# Jan Kodeš
Jan Kodeš (n. 1 martie 1946, Praga, Cehoslovacia) este un fost jucător de tenis ceh, de 3 ori cîștigător în turnee de Grand Slam la începutul anilor 70.
În anul 1977 a jucat pe terenurile "Progresul" de la București în meciul pentru Cupa Davis, unde i-a înfruntat pe Dumitru Hărădău, Ilie Năstase și cuplul Năstase-Țiriac.

#### Performanțe
- 1970, campion la turneul de la Roland Garos la proba simplu masculin
- 1971, campion la Roland Garos la proba simplu masculin
- 1973, campion la Wimbledon la simplu masculin